# Korsheden en Blomsteränget
Korsheden en Blomsteränget (Zweeds: Korsheden och Blomsteränget) is een småort in de gemeente Smedjebacken in het landschap Dalarna en de provincie Dalarnas län in Zweden. Het småort heeft 56 inwoners (2005) en een oppervlakte van 35 hectare. Eigenlijk bestaat het småort uit twee plaatsen: Korsheden en Blomsteränget.